# Долж
Долж (рум. Dolj) — жудець на півдні Румунії, південна частина плато Джетик, західна — Нижньодунайської рівнини. Адміністративний центр — Крайова.

## Господарство
Промисловість розміщена головним чином у м. Крайова. Розвинуті машинобудування, харчова, хімічна промисловість. діють деревообробні, текстильні підприємства. У сільському господарстві культивуються кукурудза, пшениця, цукровий буряк, тютюн. Виноградарство.

## Адміністративний поділ

### Муніципії
- Крайова
- Бейлешті
- Калафат

### Міста
- Бекет
- Дебулені
- Філіаші
- Сеґарча